# Andorranske euromønter
Andorranske euromønter blev sat i cirkulation i Andorra fra 1. januar 2014. Selvom Andorra ikke er medlem af EU, har landet benyttet euroen siden 2002, da landet førhen benyttede sig af både Frankrigs franc og Spaniens pesetas. Andorra har dog længe ønsket at have deres egne mønter, ligesom Monaco, Vatikanstaten og San Marino som heller ikke er medlem af EU, men som dog har deres egne euromønter. Den andorranske 2 euro mønt vil vise Andorras våbenskjold, 1 euro-mønten vil vise Casa de la Vall (Andorras parlament), 50, 20 og 10 centmønterne vil vise kirken Església de Santa Coloma d'Andorra, 5, 2 og 1 centmønterne vil vise en lammegrib og en pyrenæisk gemse. Det var tidligere planen, at et antikt billede af Jesus også skulle være på 50, 20 og 10 centmønterne, men pga. EU-kommissionens krav om religiøs neutralitet blev designet ændret.